# 七帶犰狳
七帶犰狳（學名：Dasypus septemcinctus），又名巴西小長鼻犰狳，是種來自南美洲的犰狳，分佈包括巴拉圭、阿根廷、玻利維亞及巴西。這是一個孤獨、夜行的陸生動物，其棲息地多為熱帶雨林地區以外的乾燥地區。

## 描述
七帶犰狳寬闊而凹陷的身體，一個鈍的吻突，長而尖的耳朵和短腿。甲殼包含兩個不動的層板，並由6至7條可動的帶狀連結，通過無毛的皮膚而相互連接。甲殼大多為黑色，無毛，並與可動帶的顏色沒有明顯不同。

## 繁殖
雌性每胎會生出七至九只基因完全相同的後代。